# Eric Kronberg
Eric Kronberg (kiejtése: ˈkrɒnbɜːrɡ; Santa Rosa, Kalifornia, 1983. június 7. –) amerikai labdarúgókapus, 2021-től a Portland Pilots férfilabdarúgó-csapatának vezetőedző-helyettese.

## Pályafutása
A 2006-os MLS-superdraft során a Kansas City Wizards kiválasztotta; először a San Jose Earthquakes elleni, 2010. október 23-ai mérkőzésen játszott. 2013-ban a Sporting Kansas City cserejátékosa volt, 2014-ben Jimmy Nielsen visszavonulása miatt viszont kezdőjátékos lett. 2014 júliusában ujjtörés miatt a szezonban többet nem léphetett pályára.
2015-ben már nem volt a csapat tagja; 2014-ben a kanadai Montreal Impact választotta ki. Szerződése 2017-ben lejárt.

## Fordítás
- Ez a szócikk részben vagy egészben  az   Eric Kronberg című angol Wikipédia-szócikk ezen változatának fordításán alapul.  Az eredeti cikk szerkesztőit annak laptörténete sorolja fel. Ez a jelzés csupán a megfogalmazás eredetét és a szerzői jogokat jelzi, nem szolgál a cikkben szereplő információk forrásmegjelöléseként.